# Tokaj (wino)

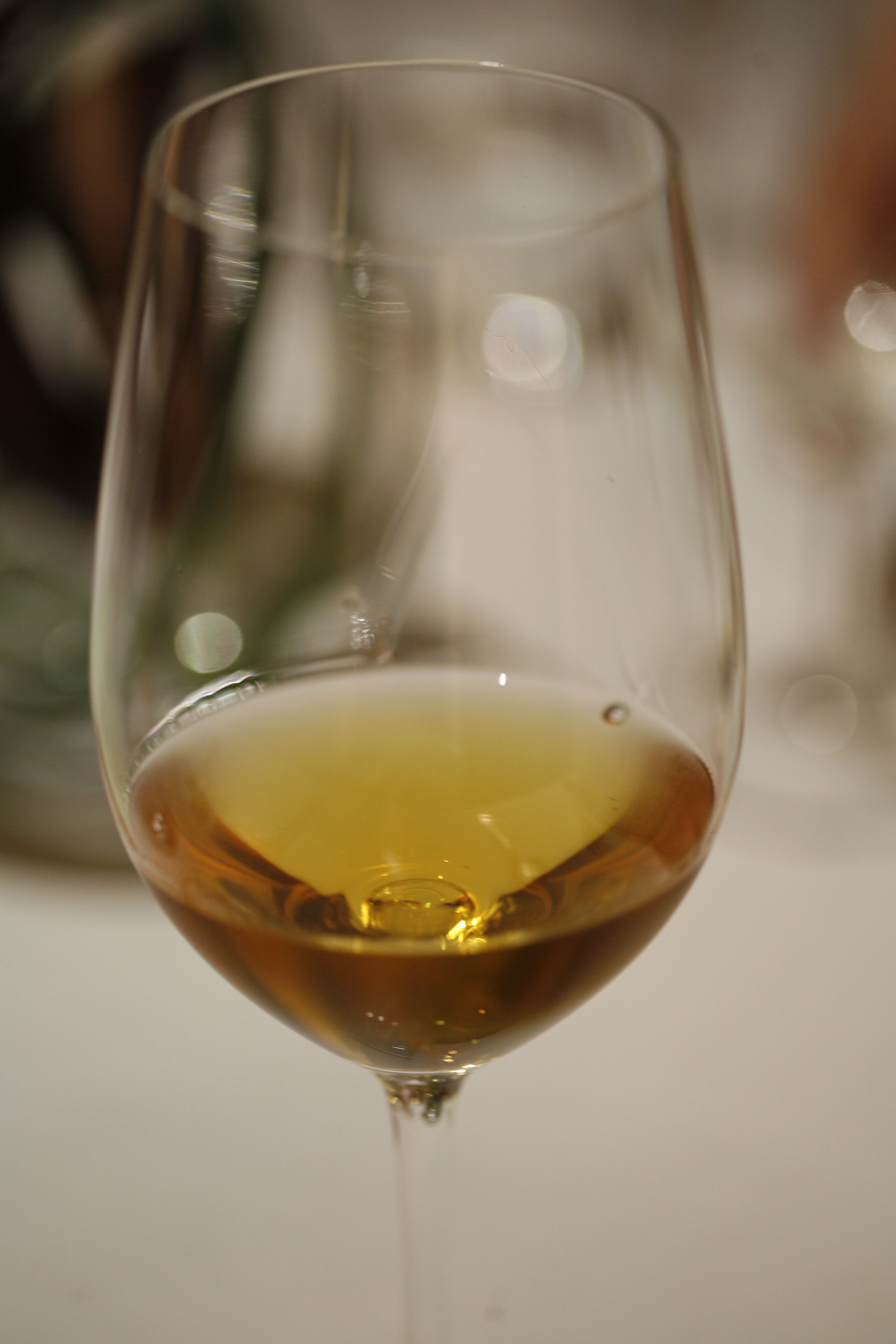
Tokaj w kieliszku

Tokaj (węg. tokaji – z Tokaju) – białe deserowe wino węgierskie produkowane z podsuszonych winogron (cibeba) w regionie winiarskim Tokaj-Hegyalja (północno-wschodnie Węgry i południowo-wschodnia Słowacja).
Wina tokajskie są znane i cenione w całej Europie już od XV wieku. W Polsce nazywano je wówczas węgrzynami. Rozróżnia się dwa główne rodzaje tokaju: szamorodni, otrzymywany z moszczu tłoczonego z niesortowanych winogron i aszú – dosładzany wybranymi podsuszonymi winogronami.
Tokaj powstaje przede wszystkim z owoców szczepu furmint (nazywa się tak także lżejszą odmianę wina), który stanowi 70% uprawianych w rejonie winorośli. Pozostałe szczepy produkowane u podnóży Gór Tokajskich to: hárslevelű (ok. 30%), sárgamuskotály (żółty muscat), zéta (dawniej  oremus - krzyżówka szczepów furmint i bouvier), kövérszőlő oraz kabar (krzyżówka szczepów hárslevelű i bouvier).
Do 2006 roku we francuskiej Alzacji wyrabiano wino ze szczepu pinot gris, także nazywane tokajem. Od 2007 roku wolno używać nazwy marki Tokaj tylko autoryzowanym producentom win z regionu Tokaj-Hegyalja, który znajduje się też na Słowacji (podział prowincji wyniknął z postanowień traktatu z Trianon). Słowackie wina Tokaj mogą korzystać z nazwy Tokajský na etykietach, jeśli są poddane węgierskiej kontroli jakości. Typowa roczna produkcja w całym regionie jest stosunkowo niewielka – ok. 10 mln litrów.
O znaczeniu tokaju dla węgierskiej kultury i tożsamości świadczy wzmianka o nim w węgierskim hymnie narodowym.

## Smak
Charakterystyczny smak i aromat win tokajskich wynika ze specyficznego klimatu charakteryzującego się upalnym latem, deszczową i mglistą jesienią oraz mroźną, słoneczną i suchą zimą, szczególnymi cechami wulkanicznej gleby oraz dzięki efektowi szlachetnego spleśnienia winogron (botrytyzacji – od nazwy pleśni Botrytis cinerea). Dodatkowo na smak wpływa przechowywanie dojrzewającego wina w niewielkich beczkach (130-220 l) w głębokich, wyrytych w ryolitowym tufie, chłodnych oraz bardzo starych piwnicach (600–700 lat), gdzie temperatura 10–12 °C oraz wilgotność 88-92% sprzyja powstawaniu innej szlachetnej pleśni (Cladosporium cellare).

## Typy win tokajskich
- Tokaje wytrawne, dawniej określane wspólnie nazwą ordinárium, teraz nazywane są od nazw szczepów winogron, z których są produkowane, czyli: tokaji furmint, tokaji hárslevelű, tokaji sárgamuskotály i tokaji kövérszőlő.
- Wino tokaji szamorodni jest wytwarzane z niesortowanych winogron (dojrzałych, zwiędłych oraz spleśniałych w kiści). Wcześniej wina tego typu były nazywane főbor (wino podstawowe), ale od 1820 roku kupcy polscy spopularyzowali swoją nazwę - samorodny od słowiańskiego słowa oznaczającego "wynikający z natury". Jakość i smak tego wina wynika z zawartości przejrzałych owoców w moszczu. Do osiągnięcia pełnej dojrzałości wina potrzeba minimum dwóch lat dojrzewania w drewnianych beczkach o pojemności 136 litrów (tradycyjna beczułka z miejscowości Gönc oraz Szerednye). Jeśli winogrona są bardziej przejrzałe (zbiory są późne) powstaje wino bardziej słodkie (do 100-120 g cukru resztkowego) nazywane édes. Jeśli winogrona zawierają mniej zborytryzowanych owoców powstaje znacznie mniej słodkie wino nazywane száraz. Wino szamorodni zazwyczaj zawiera 10–14% alkoholu.
- Tokaje Aszu 3,4,5 i 6 puttonów. W końcu XVI wieku zaczęto wytwarzać wina tokaji aszú (wym. osu) – słowo aszú znaczy "suszone". Taki stan owoców powstaje na kiściach w wyniku późnego zebrania owoców (nawet w grudniu) i szlachetnego spleśnienia (botrytyzacji). Wytwarzanie wina aszú jest wyjątkowo pracochłonne. Podczas zbioru winogron wybierane są z gron tylko owoce przejrzałe, a następnie delikatnie rozluźniane do konsystencji pasty zwanej "ciasto aszú". Do ciasta dolewane jest dobrej jakości wino podstawowe (édes) i pozostawione na 24-48 godzin. Wino fermentowane jest w kadziach, a następnie powolnie dojrzewa w beczkach w zimnych piwnicach. Okres dojrzewania wynosi minimum cztery lata, ale w zależności od rocznika i ilości kadzi może być dłuższy. Wina aszú charakteryzują się bogactwem smaków i doskonałą harmonią kwasów i cukrów. Nuty smakowo-zapachowe w winach aszú przypominają czekoladę, karmel, kawę, miód, galaretkę z pigwy, orzechy włoskie, orzechy laskowe. Mieszają się one ze smakiem świeżych owoców.  Te smaki w różnych kombinacjach i proporcjach ujawniają się na poszczególnych etapach dojrzewania. Stężenie aszú (jego słodkość) tradycyjnie definiuje liczba kadzi (puttonyos - ok. 23 kg) ciasta na beczkę z Gönc (ok. 136 litrów) wina podstawowego. Zależnie od ilości dodanego ciasta otrzymujemy wino podstawowe aszú o trzech, czterech, pięciu lub rzadziej sześciu puttonach.
- Wino Tokaji Aszu Eszencia często mylone z prawdziwą Eszencia. Jest to wino o więcej niż 6 puttonach (minimum 180 gr cukru resztkowego na litr) przeważnie w granicach 220 gr do 330 gr na litr. Od 2010 wina te nie są już produkowane ze względu na zmiany w węgierskim prawie winiarskim.
- Wino Tokaji Eszencia jest to gęsta esencja( minimum 450 gr cukru resztkowego na litr) pozyskiwana wyłącznie jako samociek gron aszu oczekujących na dodanie do win bazowych przy produkcji win Aszu. Ogromne stężenie cukru w Eszencii (zwyczajowo 460 - 600 gr i 2-5% alkoholu i rekordowe 900 g na litr i brak fermentacji) nie pozwala na to, aby wytworzyć więcej alkoholu. Eszencia dawniej była  dodawana do win aszú dla poprawienia smaku,współcześnie jednak jest często  leżakowana w szklanych gąsiorach lub w dębie (proces, który trwa co najmniej 4 lata do zakończenia fermentacji), a następnie butelkowana. Wyleżakowana Eszencia nie ma sobie równych w stężeniu i intensywności smaku, jednak jest tak słodka, że można ją pić jedynie w małych ilościach. Niektórzy producenci dołączają szklaną łyżeczkę do butelki i sugerują jej użycie do degustacji tego wyjątkowego eliksiru. Najsłodsze Aszu i Aszueszencia są winami długowiecznymi jednak prawdziwa eszencia jest winem nieomal nieśmiertelnym i może być przechowywana przez więcej niż 200 - 300 lat zachowując swoją jakość i unikalne walory.
- Tokaji fordítás (oznacza "przewrócone"), wino to uzyskuje się płucząc moszczem już wykorzystane ciasto aszú.
- Tokaji máslás (pochodzi od słowa "kopia"), wino wytwarzane przez płukanie osadu z fermentacji aszú.